# Wondervinnigen
Wondervinnigen (Mirapinnidae) zijn een familie van straalvinnige vissen uit de orde van Walviskopvissen (Cetomimiformes).

## Geslachten
- Eutaeniophorus Bertelsen & N. B. Marshall, 1958
- Mirapinna Bertelsen & N. B. Marshall, 1956
- Parataeniophorus Bertelsen & N. B. Marshall, 1956